# لاندون تي كلاي
لاندون تي كلاي (بالإنجليزية: Landon T. Clay)‏ هو شخصية أعمال أمريكي، ولد في 12 مارس 1926 في بوسطن في الولايات المتحدة، وتوفي في 29 يوليو 2017 في بيتربورو في الولايات المتحدة.